# HMS Welshman (M84)
L'HMS Welshman va ser un minador de classe Abdiel de la Royal Navy, llançat el setembre de 1941. Durant la Segona Guerra Mundial va servir amb la Home Fleet realitzant operacions de posada de mines, abans de ser transferit a la flota mediterrània a mitjans de 1942 per als combois de Malta. També va veure servei durant l'operació Torxa. El vaixell va ser torpedinat i enfonsat a Tobruk pel submarí alemany U-617 l'1 de febrer de 1943, amb la pèrdua de 157 vides.

## Historial de serveis

### Home Fleet, 1941–1942
Comissionat a finals d'agost de 1941, el Welshman va navegar a Scapa Flow per unir-se a la Home Fleet, abans de ser assignat al 1r Esquadró de Minadors a Kyle of Lochalsh al setembre. Va dur a terme operacions de col·locació de mines a les aigües de l'oest d'Escòcia abans de ser separada al desembre per al seu desplegament al golf de Biscaia.
El gener de 1942 va transportar mercaderies i personal a Gibraltar, Freetown i Takoradi abans de desplegar-se a l'estret de Dover a principis de febrer per posar mines a través de les rutes que probablement s'utilitzarien en cas d'una evasió dels cuirassats alemanys Gneisenau i Scharnhorst. Després d'una reacondicionament, Welshman va reprendre les operacions de posada de mines al golf de Biscaia a l'abril.

### Força H, 1942–1943
El maig de 1942 va navegar cap al Mediterrani per unir-se a la Força H als combois de Malta. El 8 de maig el Welshman va sortir de Gibraltar disfressat de destructor francès, amb 240 tones de mercaderies i personal de la RAF a bord, en l'Operació Bowery. Va ser albirada per avions enemics l'endemà, però el seu engany va tenir èxit. En entrar al Gran Port de Malta el 10 de maig, va fer detonar dues mines amb les seves paravanes, i va patir alguns danys. Va tornar a Gibraltar el 12 de maig i va navegar cap al Regne Unit per a reparacions a Yarrows a Scotstoun, tornant a Gibraltar a finals de mes.
L'11 de juny el Welshman va navegar cap a Malta com a part del comboi de socors de l'operació Arpó. L'endemà va deixar el comboi i va procedir sola. Després de descarregar la seva càrrega a Malta el 15 de juny, es va incorporar al comboi que estava sota un fort atac d'avions de l'Eix i vaixells de guerra italians. L'endemà va tornar a Malta amb els dos vaixells mercants supervivents i la seva escorta. Després, el vaixell va tornar a Gibraltar, i després a Scotstoun per a reparacions.
El 13 de juliol el vaixell es va unir de nou a la Força H a Gibraltar, navegant cap a Malta una vegada més a l'operació Pinpoint l'endemà. Va arribar a Malta el 16 de juliol i va tornar a Gibraltar el 21 de juliol, malgrat els intents de vaixells i avions italians d'interceptar-la.
A l'agost va participar en un altre comboi de Malta ferotgement disputat, l'operació Pedestal. Va arribar el 16 d'agost, després va ser traslladat a la Mediterrània oriental al setembre. A l'octubre va fer un altre viatge a Malta amb la Força H, lliurant avions a l'Operació Tren i tornant a Gibraltar el 2 de novembre. Aleshores, el Welshman va donar suport als desembarcaments aliats al nord d'Àfrica en l'operació Torxa. Al desembre va dur a terme operacions de posada de mines a Haifa.
El gener de 1943, el Welshman va transportar materials, incloses 150 tones de llavors de patates, a Malta abans de dur a terme operacions de posada de mines al canal Skerki, a través de la ruta d'evacuació de l'Eix des de Tunísia. També va traslladar tropes de Beirut a Famagusta, Xipre.

### Enfonsament
L'1 de febrer de 1943, mentre transportava botigues i personal a Tobruk , va rebre l'impacte d'un torpede disparat per l'U-617, comandat per Albrecht Brandi. Dues hores més tard es va enfonsar a l'est de Tobruk a la posició 32° 12′ N, 24° 52′ E / 32.200°N,24.867°E, amb la pèrdua de 155 vides. Els supervivents van ser rescatats pels destructors Tetcott i Belvoir i portats a Alexandria.